# Giuseppe Maria Bonomi
Giuseppe Maria Bonomi (Milano, 1826 – Bergamo, 1893) è stato un avvocato e storico italiano, docente di diritto civile nel tempo in cui la facoltà di giurisprudenza di Pavia aveva sospeso i corsi.

## Biografia
Esperto in diritto delle acque, si devono alla sua penna alcune pubblicazioni quali “Le acque dei territorj di Milano e Bergamo” e “Sulle acque del Brembo”, oltre a una "Memoria legale sulle Sorgenti Brembane e sulla loro deviazione a favore della Città di Milano" pubblicata dalla Deputazione Provinciale di Bergamo e grazie alla quale - nel bel mezzo di quella che Antonio Stoppani definì l'Iliade Brembana - i Pubblici Reggitori della città di Milano si videro costretti a desistere dal tentativo di deviare le acque del bergamasco fiume Brembo a favore dell’acquedotto milanese.
Sempre alla sua penna, e allo studio dell'archivio della famiglia Martinengo Colleoni con la quale era imparentata la moglie Laura Riccardi, si deve il volume: “Il Castello di Cavernago e i Conti Martinengo Colleoni” oltre a un “Elogio funebre del Conte Venceslao Martinengo Colleoni” e all’opuscolo “Il quadro di Tiziano della famiglia Martinengo Colleoni - Memorie storiche”.
Per più di vent’anni è stato una figura di spicco nella città di Bergamo, dove ancora al termine del penultimo decennio dell'Ottocento presiedeva la Deputazione Provinciale, rivestiva il ruolo di Ispettore Provinciale degli Scavi e Monumenti di antichità, sedeva nel Consiglio Municipale e in quelli di varie altre istituzioni.
Nel 1864 si univa a Giuseppe Piccinelli - e ad altri loro parenti e conoscenti - nella costituzione della Società per la produzione del cemento e della Calce idraulica di Bergamo: quella stessa società cementiera che poi, dopo aver incorporato nel 1906 la cementeria di Nese dei fratelli Pesenti, acquisirà la denominazione di Italcementi; oltre a entrare nella relativa compagine con i suoi due cognati Marco Ghirardelli e Francesco Riccardi, sia come soci che come membri del consiglio di amministrazione, provvedeva con Giuseppe Piccinelli a redigerne lo statuto sociale.
Dopo aver ricevuto il cavalierato dell'Ordine della Corona d’Italia è morto nel 1893, nel Palazzo Bonomi già Casotti Albani di via Pignolo n. 70, a Bergamo, lasciando eredi il figlio Paolo Bonomi - avvocato, Gr. Ufficiale, On. Deputato al Parlamento del Regno d’Italia e a sua volta Presidente della Deputazione Provinciale - e il figlio Luigi, notaio.
Essendosi nel tempo libero dilettato di pittura, veniva annoverato tra i seguaci del bergamasco Giacomo Trecourt segnalandosi come “rimarchevoli alcuni suoi suggestivi paesaggi” e un autoritratto.

## Opere
- Il castello di Cavernago e i conti Martinengo Colleoni, Bergamo, Fratelli Bolis, 1884.
- Sulle acque del Brembo, Bergamo, Tipografia S. Alessandro, 1887.